# Motochi
Motochi (acrónimo de Motocicletas Chilenas Ltda.) fue una empresa chilena existente entre 1971 y 1975, dedicada a la fabricación y comercialización de motocicletas, creando los primeros diseños locales de este tipo de vehículos en 1972, correspondientes a los modelos "Motochi 50", "Lola" y "Donkey".

## Historia
Motocicletas Chilenas Ltda. fue creada en 1971, encargándose de la comercialización de los vehículos, mientras que el diseño era gestionado por Solutec Cía. Ltda. La carrocería estaba a cargo de Empresas Metalúrgicas e Industriales Sylleros S.A. y el chasis a la empresa Eduardo Jorquera D. y Cía., siendo finalmente armadas en la calle María Auxiliadora de la comuna de San Miguel. El lanzamiento del primer modelo de la empresa, la Motochi 50, ocurrió en la Feria Internacional de Santiago (FISA) de 1971, y el diseño de dicha motocicleta estuvo a cargo de Eduardo Alvear Fuenzalida junto a Pablo Cortez, Mario del Sante y William Patrick; los primeros modelos fueron pintados de azul, mientras que los siguientes fueron de color rojo y blanco.
En total se elaboraron más de 2000 unidades de los distintos modelos de motocicletas, e incluso se exportaron algunas unidades a Bolivia. También se realizó un rediseño del modelo «Lola» para adaptarlo a fines militares, y producto del éxito del modelo "Motochi 50" fue posteriormente lanzado el modelo "Lola".
Luego del golpe de Estado del 11 de septiembre de 1973, y producto de la fuerte competencia debido al aumento de ventas de las motocicletas importadas —provenientes principalmente de Japón—, el 31 de marzo de 1975 los socios de Motocicletas Chilenas traspasaron todas sus acciones a Mario Carrasco Álvarez y Cecilia Vives Honkart, luego de lo cual la empresa finalizó sus actividades.
En 2017 un equipo de la Facultad de Arquitectura y Urbanismo de la Universidad de Chile, encabezado por Mauricio Tapia, desarrolló un proyecto para generar una versión actualizada y eléctrica de la motocicleta Motochi 50.

## Componentes
Los elementos que formaban parte de las motocicletas fabricadas por Motochi provenían de distintos orígenes, entre ellos:
- La parte tubular de los chasis, hechos en acero, era fabricado en una fundición artesanal de Eduardo Jorquera D. y Cía. en San Felipe.
- Las masas de las ruedas eran elaboradas por Saa-Cortés & Cía, sociedad formada por Eduardo Alvear con el ingeniero Pablo Cortés.
- El estanque y el carenado se fabricaban en Empresas Metalúrgicas e Industriales Sylleros S.A.
- El motor era importado, y correspondía a un elemento de marca Sachs de 50/4 LKH. y dos tiempos.
- Los neumáticos, de marca Dunlop, eran importados personalmente por Eduardo Alvear.